# Marc Rizzo
Marc Rizzo, född 2 augusti 1977 i New Jersey, USA, är en amerikansk musiker. Han är mest känd som gitarrist i Soulfly och Cavalera Conspiracy, samt tidigare gitarrist i Ill Niño. Han har även ett eget soloprojekt, där han har släppt tre skivor. Under livespelningar är Marc känd för att ofta göra sparkhopp och bära en ryggsäck på scenen. Han har på senare tid slutat använda ryggsäcken. Marc Rizzo gitarrsignatur är en sju-strängad B.C. Rich-gitarr.

## Diskografi (urval)
Med Coretez
- 2003 – Coretez (EP)

Med Committee of Thirteen
- 2004 – Committee of Thirteen (Phlamencore Records)

Med Ill Niño
- 2000 – Ill Niño (EP)
- 2001 – Revolution Revolución (studioalbum)
- 2003 – Confession (studioalbum)
- 2006 – The Best of Ill Niño (samlingsalbum)

Studioalbum med Soulfly
- 2004 – Prophecy
- 2005 – Dark Ages
- 2008 – Conquer
- 2010 – Omen
- 2012 – Enslaved
- 2013 – Savages
- 2015 – Archangel

Med Cavalera Conspiracy
- 2008 – Inflikted
- 2011 – Blunt Force Trauma
- 2014 – Pandemonium

Solo
- 2005 – Colossal Myopia
- 2007 – The Ultimate Devotion
- 2010 – Legionnaire

Med Misfits
- 2015 – "Vampire Girl" / "Zombie Girl" (singel)